# Boulette de poisson

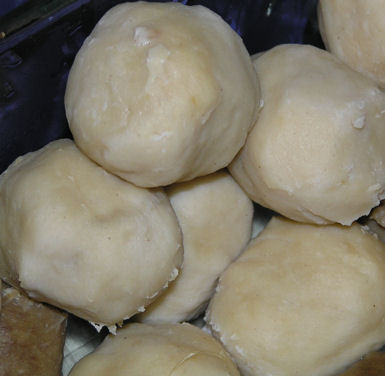
Boulettes de poisson.

Les boulettes de poisson (mandarin 魚丸 yú wán) sont un aliment très répandu dans le sud de la Chine et dans la diaspora chinoise. Elles sont également communes en Scandinavie, où elles sont préparées à partir de morue ou d'aiglefin.

## Autres noms
À Hong Kong, elles sont nommées 魚蛋 (littéralement « œufs de poisson »), tandis qu'à Singapour et en Malaisie, elles sont appelées 魚丸 (yú wán) et 鱼圆 (yú yuán).

## Production
Les boulettes de poisson scandinaves sont similaires aux boulettes de viande locales.
Les boulettes asiatiques diffèrent au niveau de la texture par rapport aux versions européennes. Au lieu d'être hachée, la chair du poisson est pilée et broyée, ce qui donne une texture plus douce.

## Variations

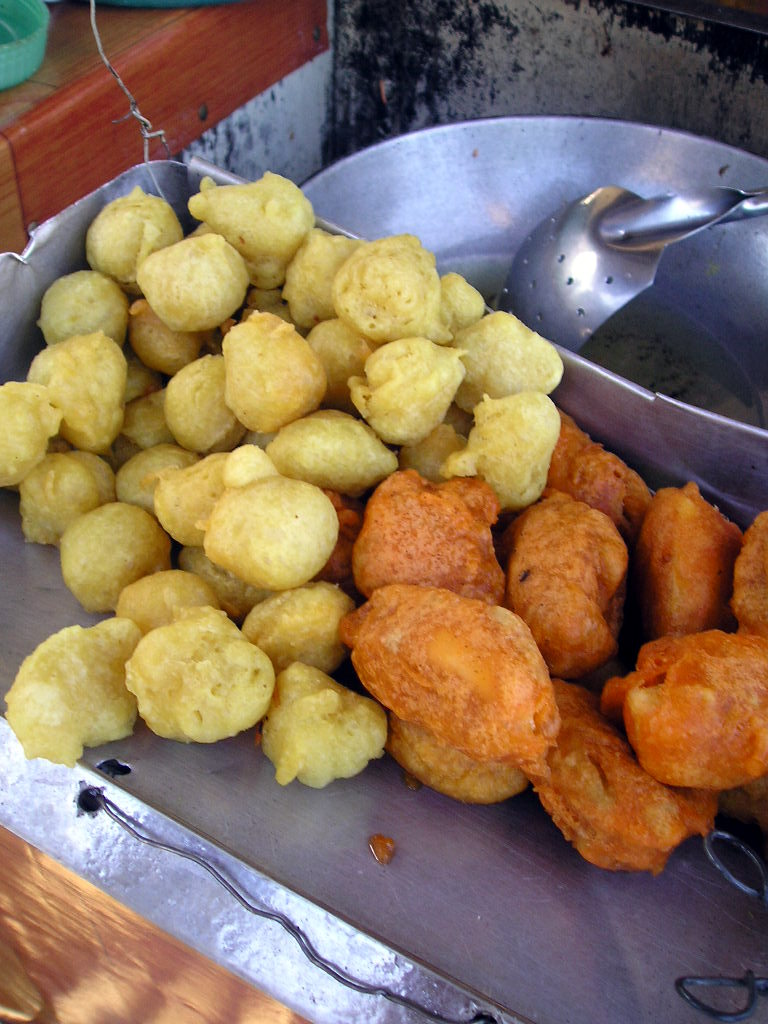
Boulettes de poisson et kwek kwek (œufs durs de caille frits) aux Philippines.

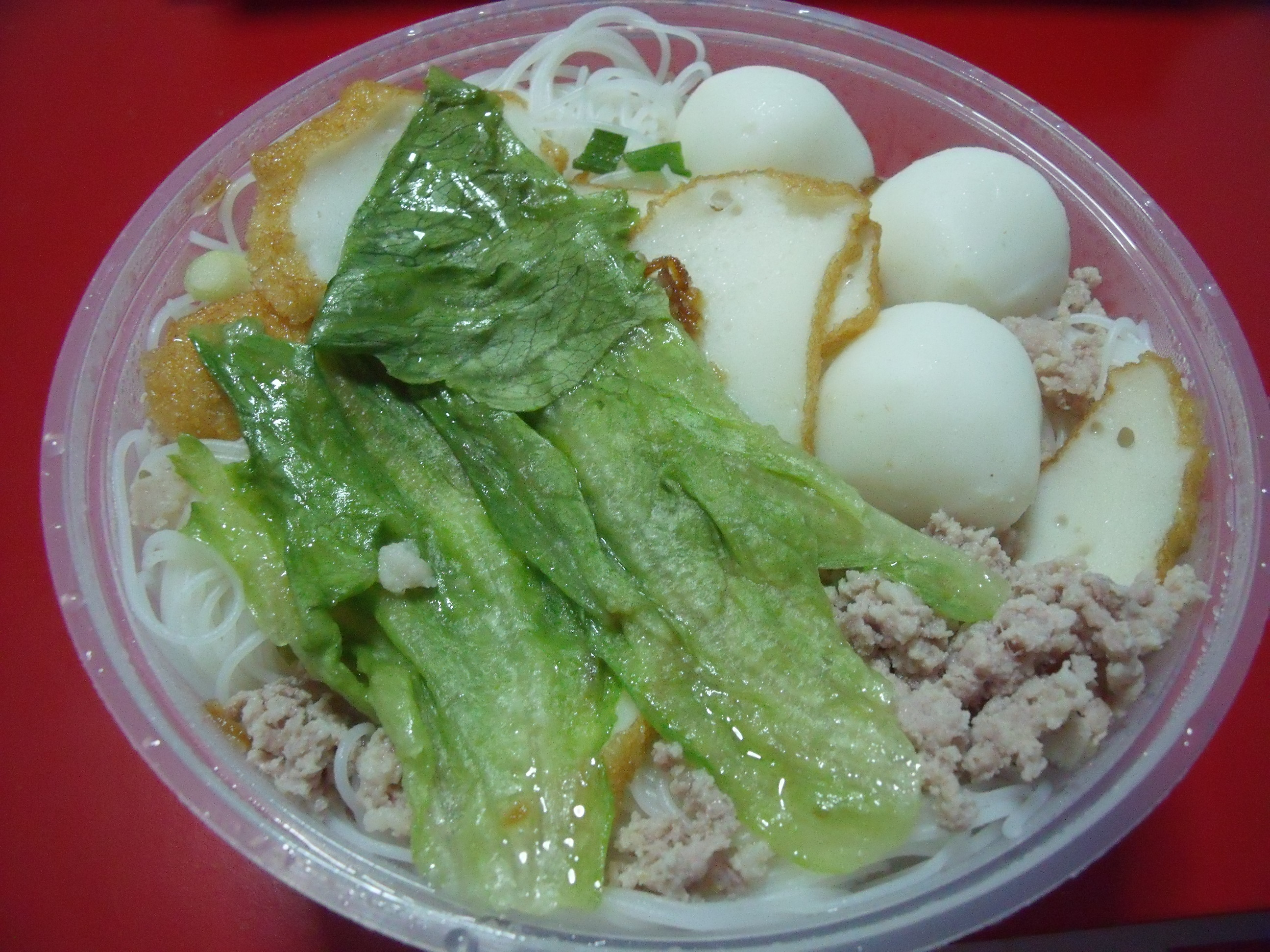
Boulettes de poisson avec des vermicelles, vendues à Bukit Batok (Singapour).

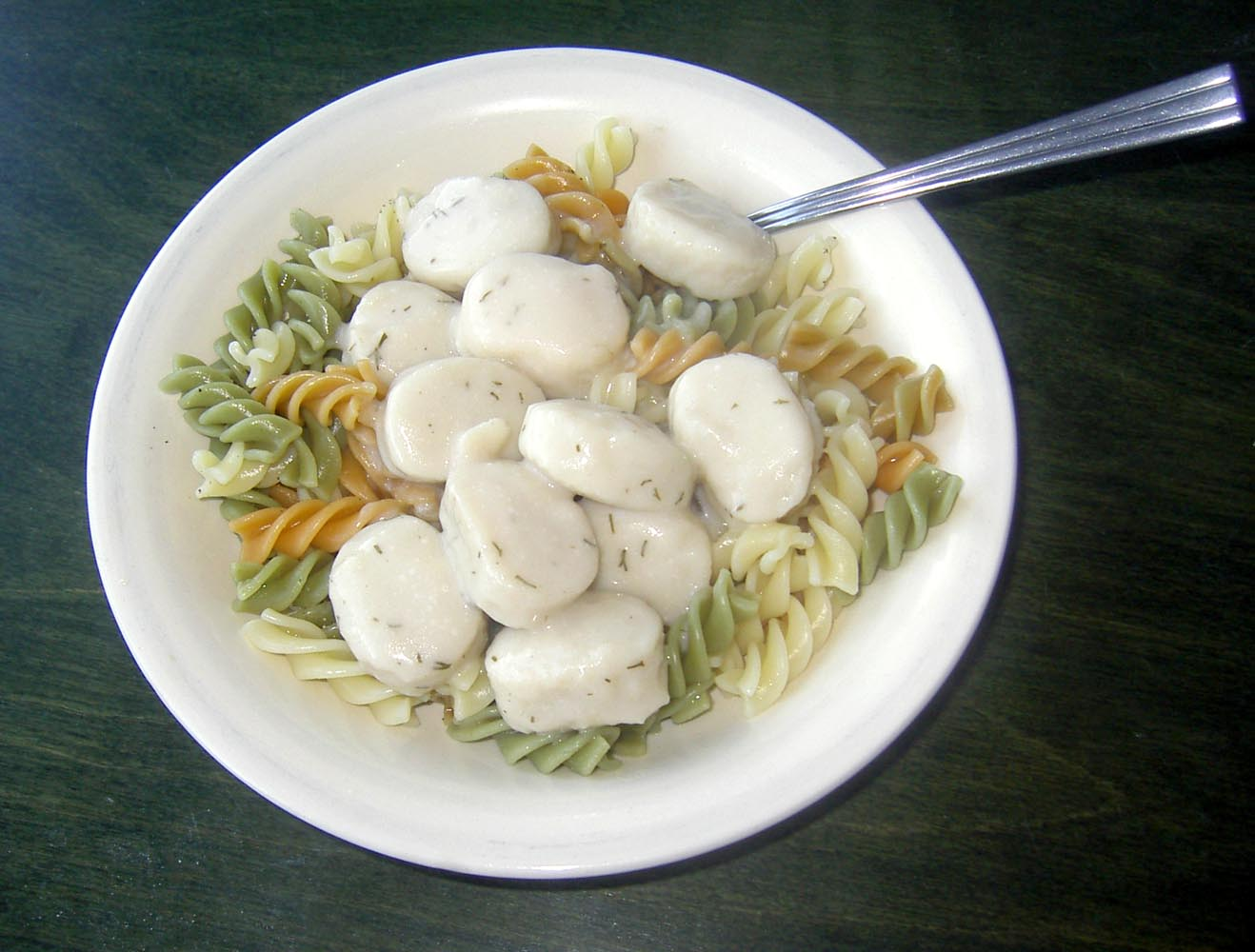
Fiskbullar suédoises, avec des pâtes et sauce à l'aneth.

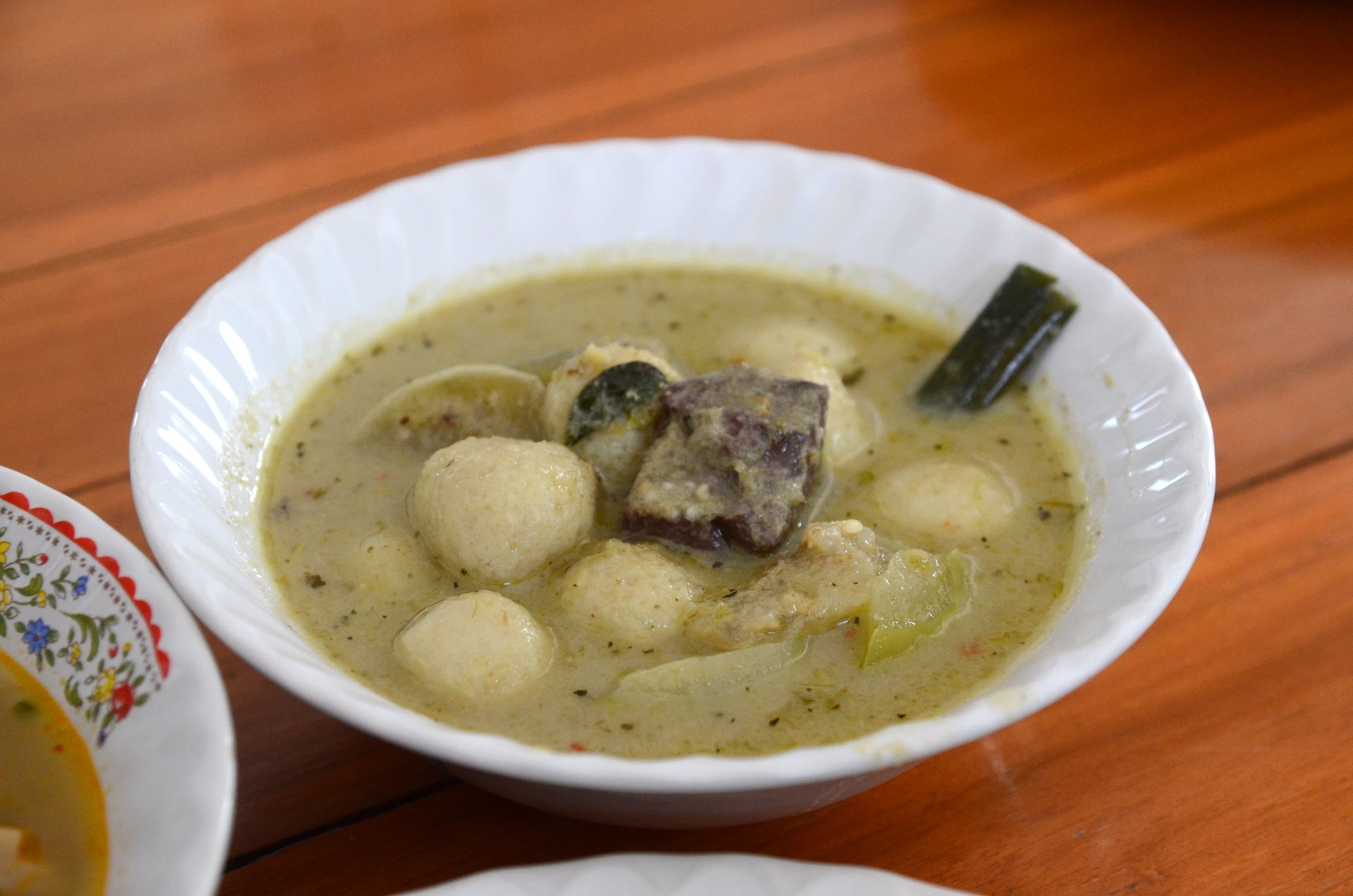
Kaeng khiao wan luk chin pla : curry thaï vert avec des boulettes de poisson.

### Chine

#### Fuzhou
Dans la région de Fuzhou, les Fuzhou fish balls (福州鱼丸) sont faites de poisson et farcies d'émincé de porc.

#### Hong Kong
Les deux types de boulettes que l'on trouve à Hong Kong sont jaunes ou blanches.  

##### Jaunes
Plus petites, elles sont à base de poissons bon marché et sont vendues par des marchands de rue par cinq ou sept sur une brochette de bambou. Les boulettes sont cuites dans une sauce curry jaune épicé. Elles font partie des plats représentatifs de la cuisine de rue de Hong Kong (街頭熟食).
Pour réduire leur coût, elles sont produites en masse et contiennent moins de poisson. Le poisson utilisé n'étant pas choisi pour sa qualité et sa fraicheur, du glutamate monosodique (MSG) est ajouté pour le goût.

##### Blanches
Les boulettes blanches sont plus grosses et contiennent uniquement du poisson, sans aucun autre ingrédient. Elles sont simplement bouillies, ce qui leur donne cette couleur blanche. Les poissons utilisés sont choisis pour leur qualité et leur goût.

##### Ingrédients
Les boulettes de poisson sont à base de poisson, de farine, de sel ou de sucre. Le mulet cabot (九棍魚/烏仔魚) et la murène japonaise (門鱔) sont généralement utilisés.

### Indonésie
En Indonésie, les boulettes de poisson sont appelées bakso ikan. Elles sont servies avec du tofu et du poisson otak-otak en bouillon (ce plat est appelé tahu kok), ou sont ajoutées dans du mie goreng, du kwetiau goreng, ou dans le cap cai. Une autre variante de boulette de poisson est appelée pempek.

### Malaisie péninsulaire et Singapour
Les boulettes de poissons sont cuisinées de différentes façons en Malaisie et à Singapour. Elles sont servies avec de la soupe et des nouilles « façon Chiuchow » ou dans un yong tau foo. Un autre plat de boulettes de poisson est appelé mee pok.

### Philippines
Les boulettes de poisson les plus répandues en Philippines sont appelées bola-bola (littéralement, « boule-boule »). Plates et principalement à base de seiche ou de colin et servies avec une sauce sucrée et épicée, ou une sauce noire épaisse, aigre et sucrée.
Elles sont majoritairement vendues dans la rue par des restaurants ambulants, et accompagnées d'un choix de trois sauces :
- épicée (couleur blanche-orange) : vinaigre, eau, ail et oignon ;
- sucrée (couleur marron) : amidon de maïs, ketchup de bananes, sel et sucre ;
- aigre-douce (couleur orange).

Les sauces plus sombres à base de sauce de soja sont rares car assez chères.

### Thaïlande
Les boulettes de poisson sont très populaires dans la cuisine thaïlandaise. Dans les restaurants chinois, elles sont servies dans une soupe de nouilles. Elles peuvent aussi être dégustées dans un curry thaï. Le kaeng khiao wan luk chin pla est un curry avec des boulettes de poisson. Un des poissons le plus souvent utilisé pour les boulettes en Thaïlande est le pla krai (poisson-couteau ocellé / Chitala ornata).

### Scandinavie
Les fiskbullar en Suède et les fiskeboller en Norvège sont habituellement achetées en conserve. En Suède, elles sont généralement servies avec du riz ou de la purée, des petits pois et de l'aneth, du caviar ou des sauces de crustacés. En Norvège, elles sont habituellement servies avec des pommes de terre et de la sauce béchamel.

### Îles Féroé
Dans les îles Féroé, les boulettes sont appelées knettir et sont faites de poisson haché et de graisse de mouton.